# Jorge Capitanich
Jorge Milton Capitanich (Presidencia Roque Sáenz Peña, 28 novembre 1964) è un politico argentino.
Dal 10 dicembre 2019 al 9 dicembre 2023 è stato governatore della provincia del Chaco, incarico che ha già ricoperto dal 2007 al 2015.

## Biografia
È nato da una famiglia d'origine montenegrina. 
Nel 1987 fu segretario del governatore peronista del Chaco Danilo Baroni. Nella seconda metà degli anni novanta, durante la presidenza di Carlos Menem, ricoprì una serie di incarichi burocratici all'interno del ministero dello Sviluppo Sociale.
Nel 2001 fu eletto al senato argentino per la provincia del Chaco. Quello stesso anno fu nominato ministro dell'Economia nel governo interino di Ramón Puerta. Durante la presidenza di Eduardo Duhalde Capitanich fu nominato capo di gabinetto, incarico che mantenne sino al maggio 2002. L'anno seguente, durante la campagna per le elezioni presidenziali, fu tra i primi esponenti del Partito Giustizialista ad appoggiare Néstor Kirchner.
Nel settembre 2007 fu eletto governatore del Chaco sconfiggendo il candidato dell'UCR Ángel Rozas.
Fu nuovamente eletto alla presidenza della provincia del Chaco nel 2011 con il 66% dei voti. 
Nel 2013 la presidente argentina Cristina Fernández de Kirchner nominò Capitanich capo di gabinetto. L'ex-governatore del Chaco ricoprì quest'ultimo incarico sino al 26 febbraio 2015, quando fu rimpiazzato da Aníbal Fernández. Il giorno stesso delle sue dimissioni da capo di gabinetto ha annunciato la sua volontà di candidarsi a sindaco di Resistencia, capoluogo del Chaco. 
Il 27 febbraio 2015 ha poi riassunto le funzioni di governatore del Chaco.
Nel settembre 2015 Capitanich ha vinto le elezioni per la poltrona di sindaco di Resistencia con il 49,78% dei voti.
Nelle elezioni dell'ottobre 2019 Capitanich ha conquistato per la terza volta la presidenza del Chaco vincendo con il 45% delle preferenze.
Nelle elezioni provinciali del 2023 il candidato della coalizione Insieme per il Cambiamento Leandro Zdero si è aggiudicato il governo del Chaco con il 46.1% dei voti contro il 41.7% di Capitanich.

## Sport
Dal 2007 Capitanich ricopre l'incarico di presidente del Club Atlético Sarmiento, una delle due principali società sportive di Resistencia.

## Controversie
Il 3 febbraio 2015, nel corso di una conferenza stampa, Capitanich ha strappato alcune pagine del quotidiano Clarín. All'interno del giornale un articolo riportava la volontà del defunto procuratore federale Nisman di chiedere un mandato d'arresto per la presidente Fernández de Kirchner in relazione all'insabbiamento dell'inchiesta sull'attentato all'AMIA del 1994 scatenando così le ire del capo di gabinetto che aveva tuonato contro "le operazioni di stampa stupide e sistematiche".